# Peter Payer (Historiker)

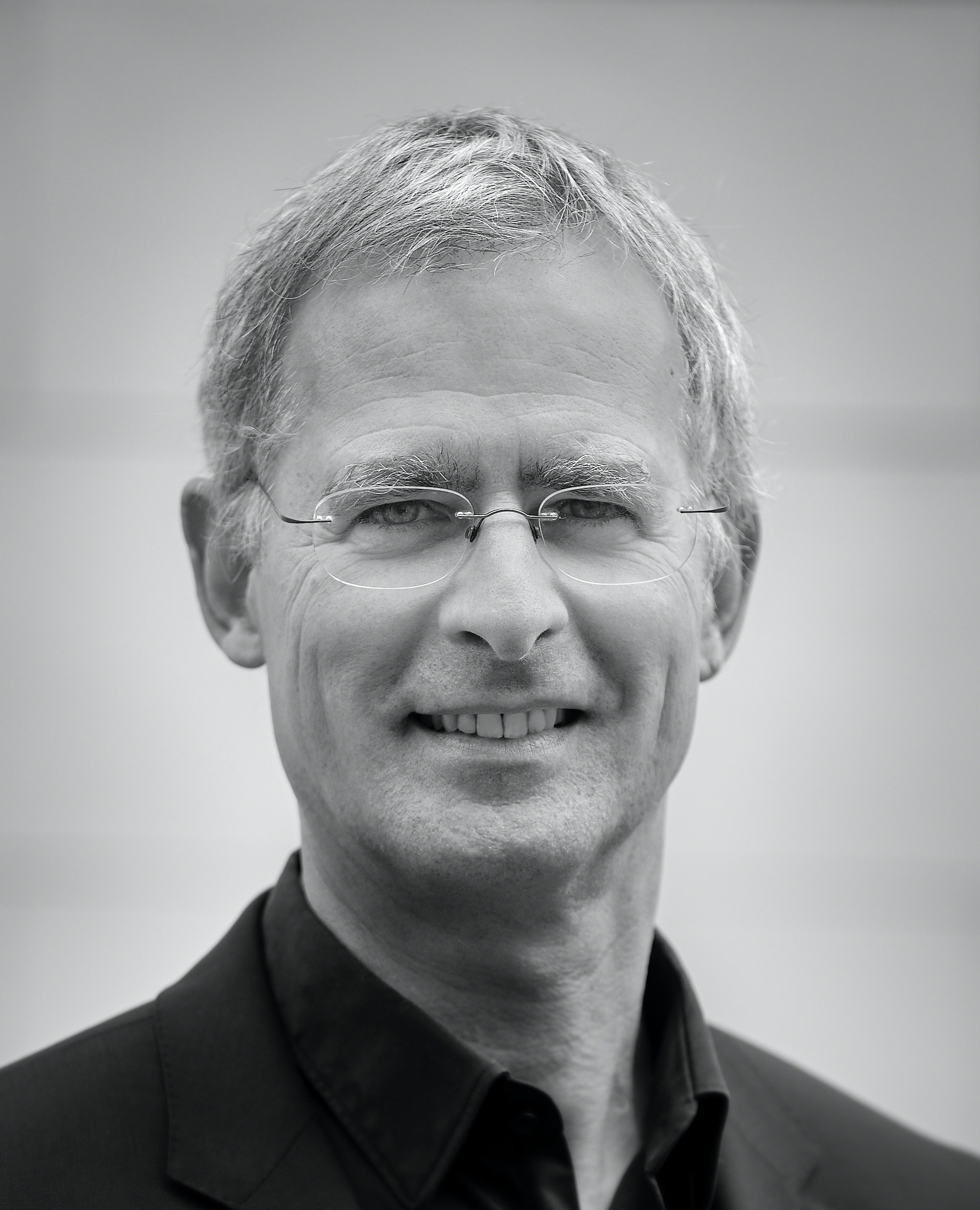
Peter Payer (2020)

Peter Payer (* 1962 in Leobersdorf, Niederösterreich) ist österreichischer Historiker, Stadtforscher, Publizist und Museumskurator. Er wohnt in Wien und Küb am Semmering.

## Leben
Peter Payer studierte ab 1980 Raumforschung/Raumordnung mit dem Schwerpunkt Stadtforschung am Institut für Geografie der Universität Wien; 1988 schloss er das Studium als Magister der Philosophie ab. Ergänzend dazu absolvierte er einen Lehrgang für Ausstellungs- und Museumsdidaktik. Ab 1990 arbeitete er in diversen Büros für Architektur und Stadtforschung sowie ab 1994 im Bereich der Stadterneuerung (Gebietsbetreuung Wien-Brigittenau). Nachdem er 1996 das Studium der Geschichte/Fächerkombination als Mag. phil. abgeschlossen hatte, absolvierte er 1998 bis 1999 das Doktoratsstudium der Geschichte am Institut für Wirtschafts- und Sozialgeschichte der Universität Wien und promovierte zum Dr. phil. 2002 war er Research Fellow am Internationalen Forschungszentrum Kulturwissenschaften in Wien.
Er führt ein Büro für Geschichte und Stadtforschung und ist seit 2007 Kurator im Technischen Museum Wien, Sammlungsbereich „Alltag und Gesellschaft“ (2007–2013 Leitung). Über seine Buchprojekte hinaus ist er auch als Feuilletonist tätig, insbesondere in der Tageszeitung Die Presse. Als solcher war er bis zu ihrer Einstellung im Juni 2023 auch in der Wiener Zeitung tätig.
Seine Publikationen und Projekte bewegen sich im Schnittbereich von Stadtgeschichte / Sinnesgeschichte / Umweltgeschichte / Technikgeschichte / Alltagsgeschichte des 19. bis 21. Jahrhunderts. Sie behandeln – zumeist am Beispiel von Wien – folgende Themen:
- Stadtwahrnehmung
- Stadtimages
- Technische Infrastruktur
- Öffentlicher Raum und Stadtmöblierung
- Wiener Feuilletonismus
- Film- und Kinogeschichte
- Jüdische Stadtgeschichte
- „Wiener Typen“
- religiöse und ethnische Minderheiten
- Vergessene Künstler, Schriftsteller und Journalisten

Über seine stadthistorischen Monografien hinaus veröffentlicht Payer regelmäßig Artikel in Zeitungen (u. a. Neue Zürcher Zeitung/Feuilleton, Die Presse/Spectrum, Wiener Zeitung/Extra, Falter, Die Furche) und Fachzeitschriften (u. a. Wiener Geschichtsblätter, Österreichische Zeitschrift für Geschichtswissenschaften, dérive – Zeitschrift für Stadtforschung, Moderne Stadtgeschichte, Journal of Urban History) sowie in zahlreichen historischen Anthologien und Ausstellungskatalogen. Vorträge zu stadtgeschichtlichen Themen hielt er unter anderem in Wien, Innsbruck, Meran, Linz, München, Bonn, Hamburg und Berlin.

## Schriften
- Ludwig Hirschfeld. Biografie. Löcker Verlag, Wien 2025, ISBN 978-3-99098-209-9.
- Otto Friedländer und sein Werk „Letzter Glanz der Märchenstadt.“ Antisemitismus in einem Bestseller der Wiener Nachkriegszeit. In: Wiener Geschichtsblätter. Hrsg.: Verein für Geschichte der Stadt Wien. 79. Jahrgang, Heft 3/2024, ISSN 0043-5317, S. 169–190.
- Gebirgswasser für die Stadt. Die I. Wiener Hochquellenleitung. Falter Verlag, Wien 2023, ISBN 978-3-85439-722-9 (gem. mit Johannes Hloch).
- Auf nach Wien. Kulturhistorische Streifzüge. Czernin Verlag, Wien 2021, ISBN 978-3-7076-0742-0.
- Stille Stadt. Wien und die Corona-Krise. Falter Verlag, Wien 2021, ISBN 978-3-85439-691-8 (gem. mit Christopher Mavric).
- (Hrsg., gem. mit Josef Thon): Das Rinterzelt und die Wiener Abfallwirtschaft. Ein Blick in Vergangenheit und Zukunft Eigenverlag der Stadt Wien, Wien 2021.
- Der Klang der Großstadt. Eine Geschichte des Hörens, Wien 1850–1914. Böhlau Verlag, Wien/Köln/Weimar 2018, ISBN 978-3-205-20561-6.
- Auf und Ab. Eine Kulturgeschichte des Aufzugs in Wien. Brandstätter Verlag, Wien 2018, ISBN 978-3-7106-0198-9.
- Quer durch Wien. Kulturhistorische Streifzüge. Czernin Verlag, Wien 2017, ISBN 978-3-7076-0624-9.
- Die Zukunft der Stadt. weiter_gedacht_ (Hg., gem. mit Marie Gruber). Ausstellungskatalog des Technischen Museums Wien. Edition TMW, Wien 2017, ISBN 978-3-902183-32-3.
- Wien – Die Stadt und die Sinne. Feuilletons und Reportagen um 1900. Herausgegeben und mit einem Nachwort von Peter Payer. Löcker Verlag, Wien 2016, ISBN 978-3-85409-770-9.
- Die synchronisierte Stadt. Öffentliche Uhren und Zeitwahrnehmung, Wien 1850 bis heute. Holzhausen Verlag, Wien 2015, ISBN 978-3-902868-53-4.
- Unterwegs in Wien. Kulturhistorische Streifzüge. Czernin Verlag, Wien 2013, ISBN 978-3-7076-0466-5.
- (gem. mit Judith Eiblmayr): Der Donaukanal. Die Entdeckung einer Wiener Stadtlandschaft. Metroverlag, Wien 2011, ISBN 978-3-9930003-1-8.
- (als Hrsg.): Filme malen. Der Wiener Plakatmaler Eduard Paryzek. Pustet Verlag, Salzburg 2010, ISBN 978-3-7025-0622-3.
- Blick auf Wien. Kulturhistorische Streifzüge. Czernin Verlag, Wien 2007, ISBN 3-7076-0228-1.
- (als Hrsg.): Sauberes Wien. Stadtreinigung und Abfallbeseitigung seit 1945. Holzhausen Verlag, Wien 2006, ISBN 3-85493-131-X.
- Ansichtssachen. Die Vorstadt in privaten Fotografien. Wien-Brigittenau 1945–1980. Verlag Punkt, Wien 2005, ISBN 3-200-00350-2.
- Hungerkünstler in Wien. Zur Geschichte einer verschwundenen Attraktion. Sonderzahl Verlag, Wien 2002, DNB 960674543.
- (als Hrsg.): Wetti Himmlisch (Pseudonym): Leben, Meinungen und Wirken der Witwe Wetti Himmlisch. Memoiren einer Wiener Toilettefrau um 1900. Leipzig 1907. Neu herausgegeben und mit einem Nachwort von Peter Payer. Löcker Verlag, Wien 2001, ISBN 3-85409-350-0.
- Unentbehrliche Requisiten der Großstadt. Eine Kulturgeschichte der öffentlichen Bedürfnisanstalten von Wien. Löcker Verlag, Wien 2000, ISBN 3-85409-323-3.
- Der Gestank von Wien. Über Kanalgase, Totendünste und andere üble Geruchskulissen. Döcker Verlag, Wien 1997, ISBN 3-85115-241-7.
- Das Kosmos-Kino. Lichtspiele zwischen Kunst und Kommerz. Verlag für Gesellschaftskritik, Wien 1995, ISBN 3-85115-210-7 (gemeinsam mit Robert Gokl).

als Herausgeber oder Verfasser eines Nachworts
- Ludwig Hirschfeld: Wien in Moll. Ausgewählte Feuilletons, 1907 bis 1937. Herausgegeben und mit einem Nachwort von Peter Payer. Wien: Löcker Verlag 2020.
- Eduard Pötzl: Großstadtbilder. Reportagen und Feuilletons, Wien um 1900. Herausgegeben und kommentiert von Peter Payer. Wien: Löcker Verlag 2012.
- Julius Rodenberg: Wiener Sommertage. Herausgegeben und mit einem Nachwort von Peter Payer. Wien: Czernin Verlag 2009.
- Else Spiller: Erlebnisse in den Schlammvierteln moderner Großstädte. Herausgegeben und mit einem Nachwort von Peter Payer. Wien: Czernin Verlag 2008.

## Preise und Auszeichnungen
- 2020 Pro Civitate Austriae-Preis für Stadtgeschichte
- 2020 EGOS Book Award (Shortlist)
- 2020 Förderpreis Creatives for Vienna (gem. m. C.Mavric)
- 2019 Conrad-Matschoß-Preis für Technikgeschichte
- 2019, 2016 Wissenschaftsbuch des Jahres (Shortlist)
- 2010 WINFRA-Preis für Journalismus
- 1999 Förderungspreis des Theodor-Körner-Fonds
- 1999 Förderungspreis der Stadt Wien

## Mitgliedschaften
- Verein für Geschichte der Stadt Wien (Vorstandsmitglied)
- Österreichischer Arbeitskreis für Stadtgeschichtsforschung (Vorstandsmitglied)
- Punkt. Verein für wissenschaftliche und künstlerische Arbeit. Geschichte-Architektur-Raumforschung (Obmann)
- Verein für Geschichte und Sozialkunde
- Gesellschaft für Stadtgeschichte und Urbanisierungsforschung
- Forum Klanglandschaft
- International Council of Museums
- Presseclub Concordia